# Table du Roi (Montigny-sur-Loing)
Pour les articles homonymes, voir Table du Roi.
Ne doit pas être confondu avec l'autre table du Roi, dans le même massif forestier.
La table du Roi est un monument situé dans la forêt de Fontainebleau, sur le territoire de Montigny-sur-Loing, en France.

## Situation et accès
Le monument est situé au sud de la forêt de Fontainebleau, près du hameau de Sorques, sur le territoire de la commune de Montigny-sur-Loing, et plus largement au sud-ouest du département de Seine-et-Marne.

## Histoire
Le monument se dresse sur une éminence, désignée « mont Faucon » dans les cartes du début du XXe siècle, où étaient situées autrefois d'anciennes carrières. L'origine et l'ancienneté de cette structure modeste sont toutefois inconnues. Le sylvain Claude-François Denecourt écrit toutefois dans la 17e édition de son Indicateur de Fontainebleau paru en 1868, en évoquant le monument à Tadeusz Kościuszko : « En 1836, les habitants de Montigny lui érigèrent sur la lisière de la forêt, près du canton appelé Marion des Roches, un petit mausolée qui eût été mieux placé sur une éminence voisine connue sous le nom de Table du Roi, d'où l'on domine la vallée du Loing. »,

## Structure
La table est constituée d'un bloc de grès monolithique de 2 mètres de longueur, d'1 mètre de largeur, de 60 centimètres de hauteur en moyenne et de 30 centimètres d'épaisseur. Cinq piliers, dont quatre disposés dans les coins et un au centre, soutiennent une pierre tabulaire qui forme la partie supérieure. Le pilier central mesure 40 cm d'équarrissage. En outre, une dalle repose à même le sol à l'une des extrémités de la table : elle permettrait de disposer les genoux de l'usager, comme le ferait supposer la présence d'une entaille légèrement cintrée qui épouserait grossièrement la forme du corps.
Plusieurs mètres plus loin, est disposée une autre gresserie. Celle-ci est uniquement composée d'un bloc cubique dans le centre duquel figure une cavité, ce qui aurait pu probablement servir de base à une croix monumentale.